# Miriam Akavia

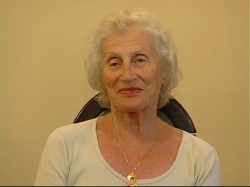
Miriam Akavia – kadr z filmu

Miriam Akavia, pierwotnie Matylda Weinfeld (hebr. מרים עקביא; ur. 20 listopada 1927 w Krakowie, zm. 16 stycznia 2015 w Tel Awiwie) – izraelska pisarka i tłumaczka, ocalała z Holocaustu, honorowa przewodnicząca Towarzystwa Izrael-Polska.

## Życiorys
Urodziła się w Krakowie w zasymilowanej rodzinie żydowskiej, jako córka Hirsza Weinfelda (1894–1944) i Broni z domu Plessner (1898–1945). Podczas II wojny światowej była więźniarką krakowskiego getta, obozu w Płaszowie, KL Auschwitz oraz Bergen-Belsen. Uratowana przez Szwedzki Czerwony Krzyż. W 1946 przedostała się przez Szwecję do Palestyny. Została dyplomowaną pielęgniarką, studiowała literaturę i historię na Uniwersytecie Tel Awiwu oraz pełniła funkcję attaché kulturalnego w przedstawicielstwach Izraela w Budapeszcie i Sztokholmie.
Miriam Akavia publikowała od 1975, trzydzieści lat po przybyciu do Izraela. „Niełatwo było – wyznaje – przejść z języka polskiego na hebrajski, a po hebrajsku pisać o klimacie polskim, polskiej przyrodzie, polskich porach roku, polskich miastach i wsiach, o górskich rzekach i gęstych lasach, o zapachach grzybów po deszczu i zapachach bzu...”
Jako przewodnicząca Towarzystwa Przyjaźni Polsko-Izraelskiej organizowała spotkania młodzieży obu krajów, ponadto prowadziła walkę ze stereotypami, dzielącymi Polaków i Żydów. W 2007 za swoją pracę na rzecz zbliżenia polsko-izraelskiego otrzymała Krzyż Komandorski Order Zasługi Rzeczypospolitej Polskiej. W 2000 otrzymała Medal „Zasłużony dla Tolerancji”.
Współpracowała z redakcją antyrasistowskiego magazynu „Nigdy Więcej”.
Pochowana została 18 stycznia 2015 na Cmentarzu w Nataf.

## Dorobek literacki
Miriam Akavia pisała głównie o własnym dzieciństwie, Holocauście i przeżyciach wojennych.
Ponadto tłumaczyła literaturę polską na hebrajski i hebrajską na polską. W 1978 otrzymała Nagrodę Jad Waszem.
Była także laureatką wielu innych wyróżnień w Polsce, Izraelu i Niemczech. Jej książki zostały przetłumaczone na wiele języków, w tym angielski, niemiecki, duński, francuski, węgierski.
Po polsku ukazały się: 
- Jesień młodości (1989, Wydawnictwo Literackie, Kraków)[6]
- Moja winnica (1990, Warszawa, Państwowy Instytut Wydawniczy, ISBN 83-907557-5-0)[7]
- Cena (1992 Wrocław, Wydawnictwo Dolnośląskie)
- Galia i Miklosz: zerwanie stosunków, z niem. tł. K. Golda, CIA-Books – Svaro, Poznań 1992, ISBN 83-85100-78-4.
- Urojenia, przekł. aut.; posł. R. Matuszewski, Zysk i S-ka, Poznań 2000, ISBN 83-7150-839-5.
- Moje powroty (2005, Kraków, Wydawnictwo Literackie, ISBN 83-08-03794-1).